# Bridelia pustulata
Bridelia pustulata är en emblikaväxtart som beskrevs av Joseph Dalton Hooker. Bridelia pustulata ingår i släktet Bridelia och familjen emblikaväxter. Inga underarter finns listade i Catalogue of Life.